# نینوتسمیندا
نینوتسمیندا (به گرجی: ნინოწმინდა) شهری در استان سامتسخه-جاواختی گرجستان است. جمعیت این شهر طبق سرشماری سال ۲۰۰۹ میلادی ۶٬۱۰۰ نفر بوده‌است.
این شهر نزدیک‌ترین نقطه به مرز ارمنستان است. نینوتزمیندا در ۲۰۰۳م، بیش از ۳۵٬۰۰۰ نفر ارمنی داشت که ۹۹ درصد جمعیت شهر را تشکیل می‌دادند. در همین سال، از ۳۱ سکونتگاه اطراف شهر ۲۶ نقطه تماماً ارمنی‌نشین و پنج نقطهٔ دیگر دارای جمعیت روس و گرجی بودند.